# バスケットボールトーゴ代表
バスケットボールトーゴ代表（バスケットボールトーゴだいひょう、Togo men's national basketball team）は、トーゴバスケットボール連盟により国際大会に派遣される男子バスケットボールのナショナルチームである。

## 主な国際大会成績
- オリンピック
  - 出場なし
- ワールドカップの成績
  - 出場なし
- アフリカ選手権の成績
  - 1972年 ― 11位
  - 1974年 ― 5位
  - 1978年 ― 9位
  - 2011年 ― 16位